# Johannes Wilhelmus Peek

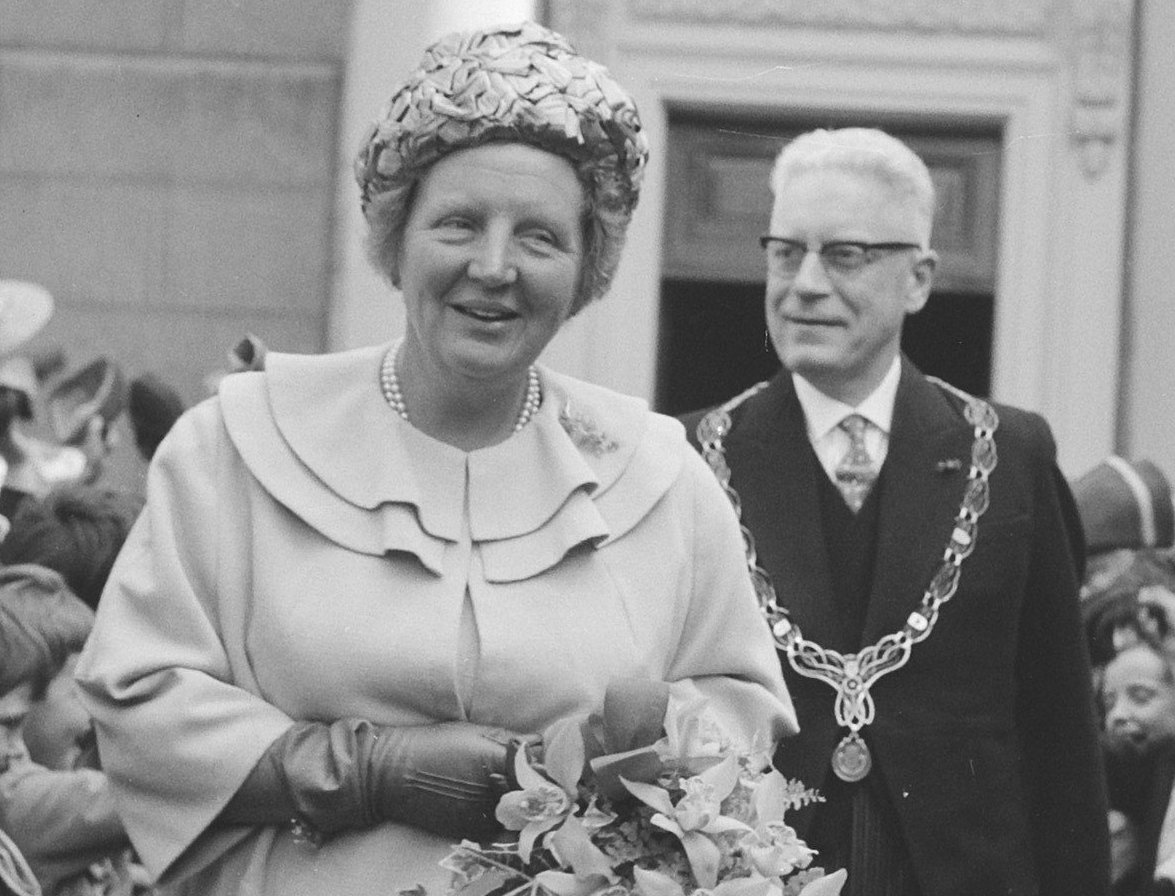
Koningin Juliana en burgemeester J.W. Peek (1962)

Johannes Wilhelmus Peek (Culemborg, 13 december 1899 – Leiden, 14 oktober 1981) was een Nederlands politicus van de KVP.
Hij werd geboren als zoon van Antonius Theodorus Adrianus Peek (1873-1938; broodbakker) en Geertruida Jacoba Cornelia Copper (1877-1946). Hij is in 1925 afgestudeerd in de rechten aan de Rijksuniversiteit Utrecht en was na het vervullen van zijn dienstplicht volontair in Noord-Brabant. In 1928 werd Peek benoemd tot burgemeester van Pannerden en vijf jaar later volgde zijn benoeming tot burgemeester van Alkemade. Vervolgens was hij van 1946 tot zijn pensionering in januari 1965 de burgemeester van Schiedam. Peek overleed in 1981 op 81-jarige leeftijd.